# Tjekkiske Landhøns
Tjekkiske Landhøns (tysk: Tschechisches Huhn, Böhmische Goldgesprenkelte) er en gammel hønserace, der stammer fra Tjekkiet. Den første gang tjekkiske landhøns nævnes i skriftlige kilder fortælles det, at Valdemar Sejr angiveligt skulle have modtaget et par af disse høns i bryllupsgave, da han blev gift med Dronning Dagmar, som oprindeligt kom fra det tidligere Bøhmen, nu Tjekkiet.
Hanen vejer 2,1-2,5 kg og hønen vejer 1,8-2,2 kg. De lægger cremefarvede æg à 55-61 gram. Racen findes også i dværgform.

## Farvevariationer
- Guldtegnet